# Gasolina

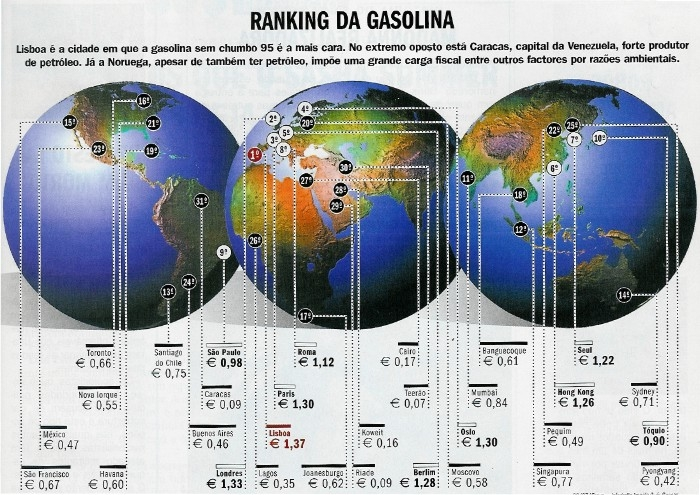
Preço da gasolina em diversos países, em 2008.

A gasolina é um combustível constituído basicamente por hidrocarbonetos (compostos químicos constituídos apenas por átomos de carbono e hidrogênio) e, em menor quantidade, por produtos oxigenados. Esses hidrocarbonetos são, em geral, menos densos do que aqueles que compõem o óleo diesel, pois são formados por moléculas de menor cadeia carbônica (normalmente de 5 a 10 átomos de carbono). Além dos hidrocarbonetos e dos oxigenados, a gasolina também pode conter compostos de enxofre e compostos contendo nitrogênio. A faixa de destilação da gasolina automotiva varia de 40 a 175 °C.

## Composição
A gasolina básica (sem oxigenados) possui uma composição complexa. A sua formulação pode exigir a utilização de diversas correntes nobres oriundas do processamento do petróleo como nafta DD (produto obtido a partir da destilação direta do petróleo), nafta craqueada que é obtida a partir da quebra de moléculas de hidrocarbonetos mais pesados (gasóleos), nafta reformada (obtida de um processo que aumenta a quantidade de substâncias aromáticas) e nafta de coque, obtida através do processo de coqueamento, nafta alquilada (de um processo que produz isoparafinas de alta octanagem a partir de isobutanos e olefinas), etc.. Quanto maior a octanagem (número de moléculas com octanos) da gasolina maior será a sua resistência à detonação espontânea.
| Constituintes              | Processo de Obtenção                                 | Faixa de ebulição (°C) | Índice de Octano Motor (Clear) |
| Butano                     | destilação e processos de transformação              | -                      | 101                            |
| Isopentano                 | destilação, processos de transformação, isomerização | 27                     | 75                             |
| Alcoilada                  | alcoilação                                           | 40 - 150               | 90 - 100                       |
| Nafta leve de destilação   | destilação                                           | 30 - 120               | 50 - 65                        |
| Nafta pesada de destilação | destilação                                           | 90 - 220               | 40 - 50                        |
| Hidrocraqueada             | hidrocraqueamento                                    | 40 - 220               | 80 - 85                        |
| Craqueada cataliticamente  | craqueamento catalítico                              | 40 - 220               | 78 - 80                        |
| Polímera                   | polimerização de olefinas                            | 60 - 220               | 80 - 100                       |
| Craqueada termicamente     | coqueamento retardo                                  | 30 - 150               | 70 - 76                        |
| Reformada                  | reforma catalítica                                   | 40 - 220               | 80 - 85                        |
|                            |                                                      |                        |                                |

A tabela acima mostra os principais constituintes da gasolina, como de suas propriedades e processos de obtenção.

### Estabilidade

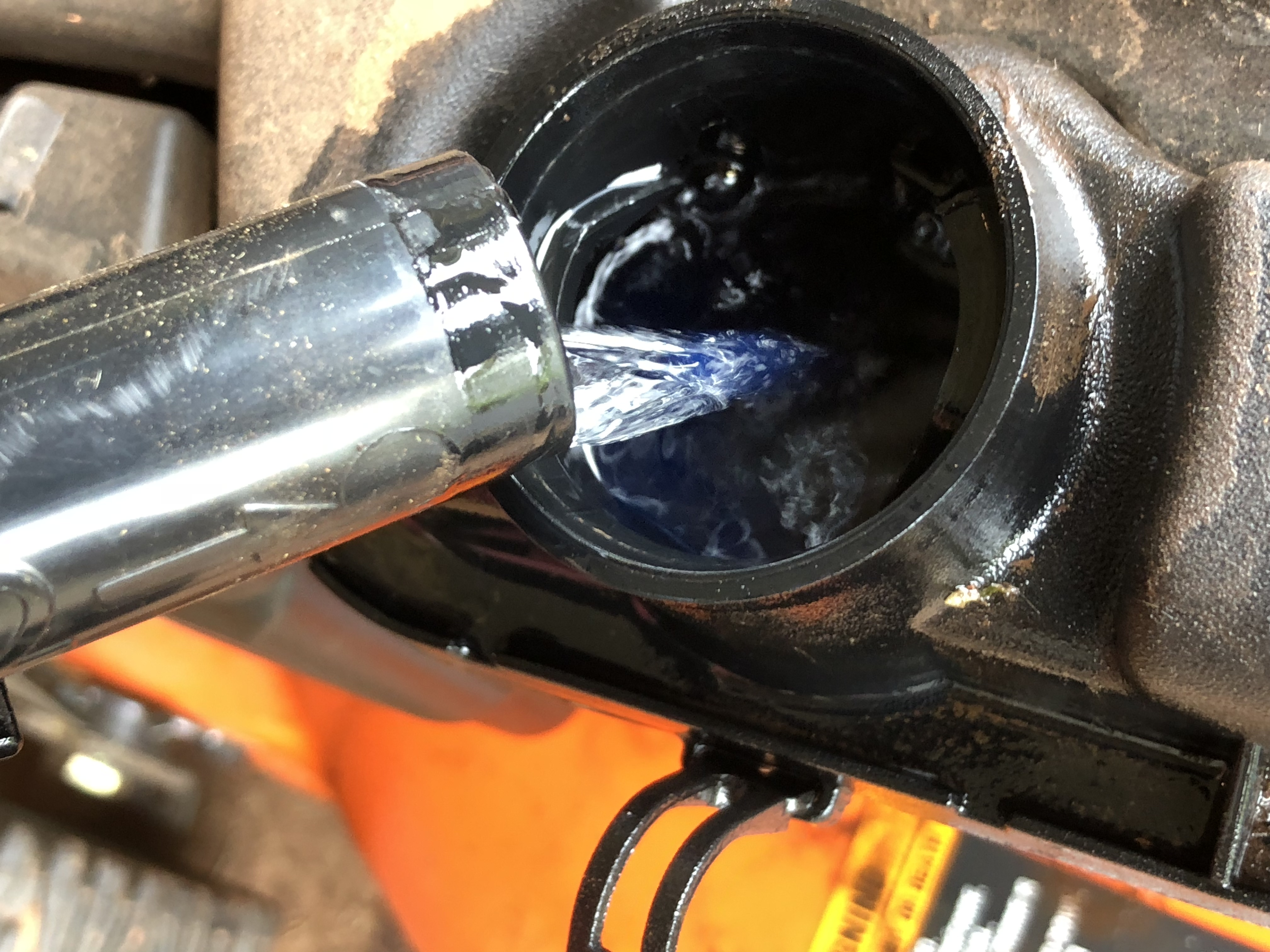
Tanque sendo abastecido com gasolina.

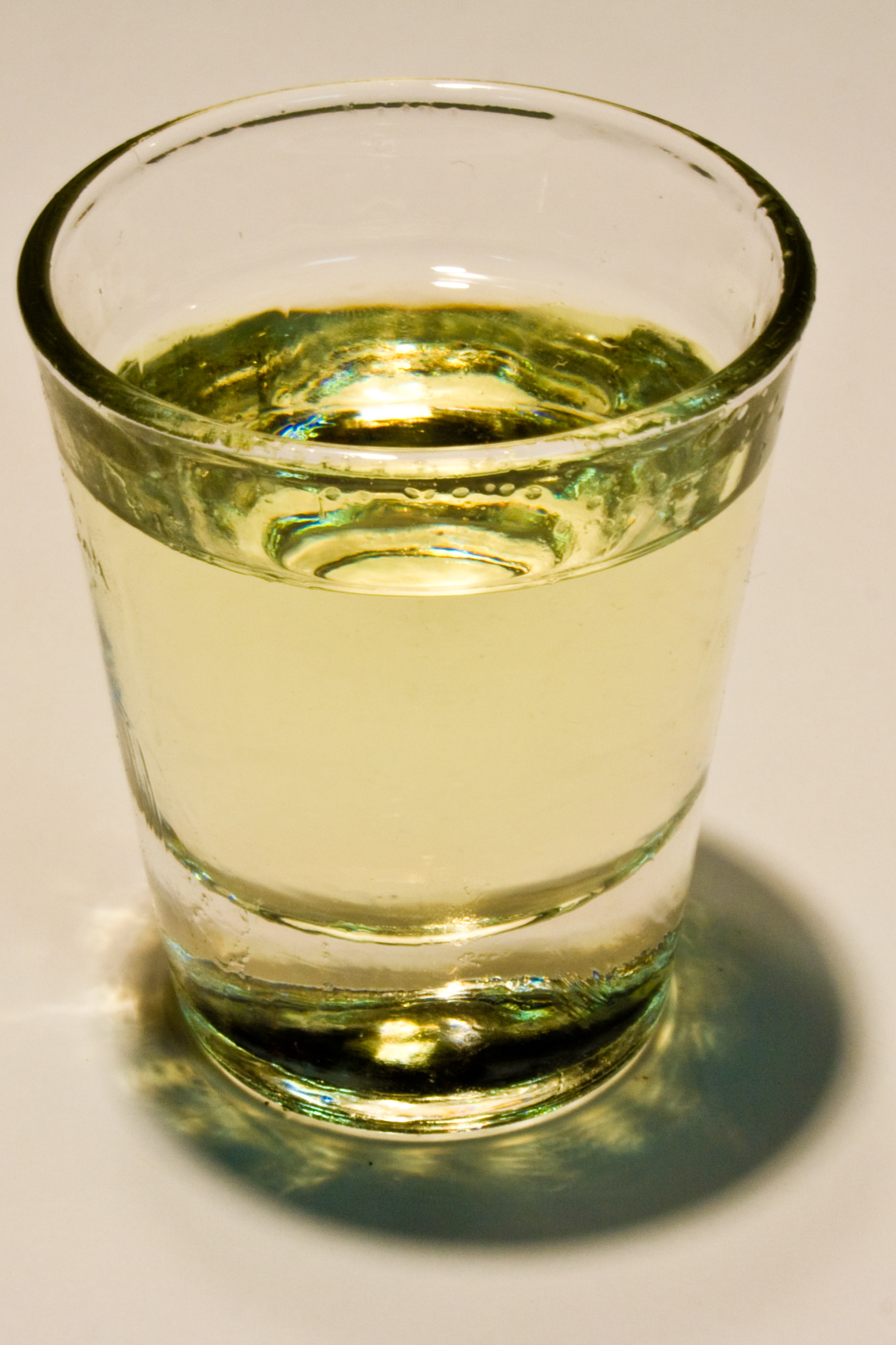
Pequeno copo com amostra de gasolina.

A gasolina de qualidade deve ser estável por seis meses se armazenada adequadamente, mas pode  degradar-se com o tempo. A gasolina armazenada por um ano provavelmente poderá ser queimada nu motor de combustão interna sem muitos problemas. O ideal é que a gasolina seja armazenada num recipiente hermético (para evitar oxidação ou mistura de vapor de água com a gasolina) que possa suportar a pressão de vapor da gasolina sem ventilação (para evitar a perda das frações mais voláteis) numa temperatura fria e estável (para reduzir o excesso de pressão da expansão do líquido e reduzir a taxa de quaisquer reações de decomposição). Quando a gasolina não é armazenada corretamente, podem surgir gomas e sólidos, que podem corroer componentes do sistema e acumular-se em superfícies molhadas, resultando numa condição chamada de "combustível velho". A gasolina que contém etanol está especialmente sujeita à absorção de humidade atmosférica, formando gomas, sólidos ou duas fases (uma fase de hidrocarboneto a flutuar sobre uma fase de água-álcool).
A presença destes produtos de degradação no tanque de combustível ou nas linhas de combustível, além de um carburador ou componentes de injeção de combustível, dificulta o arranque do motor ou causa redução no desempenho do motor. Ao retomar o uso regular do motor, o acúmulo pode ou não ser eventualmente limpo pelo fluxo de gasolina nova. A adição de um estabilizador de combustível à gasolina pode estender a vida útil do combustível que não foi ou não pode ser armazenado adequadamente, embora a remoção de todo o combustível de um sistema de combustível seja a única solução real para o problema de armazenamento de longo prazo de um motor, máquina ou veículo. Os estabilizadores de combustível típicos são misturas patenteadas que contêm aguarrás mineral, álcool isopropílico, 1,2,4-trimetilbenzeno ou outros aditivos. Estabilizadores de combustível são comummente usados em motores pequenos, como motores de cortadores de relva e tratores, especialmente quando o seu uso é esporádico ou sazonal (pouco ou nenhum uso numa ou mais estações do ano). Os utilizadores têm sido aconselhados a manter os recipientes de gasolina mais da metade cheios e devidamente tampados para reduzir a exposição ao ar, evitar o armazenamento em altas temperaturas, ligar o motor por dez minutos para circular o estabilizador por todos os componentes antes do armazenamento e ligar o motor em intervalos para purgar o combustível velho do carburador.
Os requisitos de estabilidade da gasolina são definidos pela norma ASTM D4814. Esta norma descreve as diversas características e requisitos de combustíveis automotivos para uso numa ampla gama de condições operacionais em veículos terrestres equipados com motores de ignição por centelha.[carece de fontes?]

## Produção
A Petrobras, empresa petrolífera brasileira, produz diversos tipos de gasolina utilizando tecnologia própria, fabricando as diversas frações de petróleo constituintes da gasolina e misturando-as entre si e com os aditivos, através de formulações convenientemente definidas para atender aos requisitos de qualidade do produto.
A Galp, empresa petrolífera portuguesa detentora de toda a capacidade refinadora do país, produz gasolinas com índice de octanas 95 e 98, e a BP comercializa uma gasolina que atinge as 100 octanas.
Estas gasolinas possuem aditivos que visam a melhorar a performance do combustível, nomeadamente:
1. detergente: visa a reduzir os depósitos no sistema de injeção e no motor de forma a melhorar a combustão;
2. inibidor de corrosão: agente que visa a proteger as zonas de circulação de combustível de forma a reduzir a corrosão provocada;
3. desemulsificante: promove a separação da água no sistema de distribuição e armazenagem do combustível, de forma a diminuir a corrosão daí resultante;
4. agente veículo (solvente sintético): por ser estável a altas temperaturas, provoca resíduos diminutos durante a combustão que se realiza na câmara de combustão do motor.

O grande crescimento da produção de gasolina, motivado pelo desenvolvimento da indústria automobilística, foi possível não só através do refino, mas também de processos de transformação de frações pesadas, que fazem aumentar o rendimento total do produto em relação ao petróleo.
A busca de combustíveis alternativos tem pressionado diversos países a criarem políticas de substituição da gasolina em suas frotas de veículos para daqui a alguns anos. Já estão em cursos planos de metas para uso de veículos elétricos ou movidos a combustíveis menos poluentes como gás natural ou etanol.

## Gasolina aditivada
A gasolina aditivada, disponível em alguns postos, é uma gasolina comum acrescentada de aditivos detergentes-dispersantes. Esses aditivos têm como finalidade a limpeza do sistema de alimentação de combustível, incluindo linha de combustível, bomba, galeria de combustível, injetores e válvulas de admissão. Seu uso permite que o motor opere nas condições especificadas pelo fabricante por mais tempo, o que reduz consumo e emissões e aumenta o intervalo entre manutenções. Ao contrário do que se pensa, a gasolina aditivada não aumenta a octanagem do combustível. As gasolinas de alta octanagem são chamadas, genericamente, de “gasolinas premium”.